# 程序集 (CLI)
通用语言基础架构 (CLI) 中的程序集，也译作“装配件”，是编译得到的，供CLR进一步编译执行的代码库。代码是用通用中间语言（CIL）表示，在运行时被即時編譯为机器语言。在.NET Framework实现中，这种即時編譯是通用语言运行时 (CLR)的一部分。
CLI程序集可分为两类：进程程序集（EXE）、库程序集（DLL）。
一个程序集可包含一个或多个文件。代码文件成为模块（module）。

## 程序集名字
程序集名字包括4部分：
1. 短名字。对于Windows系统，是指PE文件名字，不包括文件扩展名。
2. culture。RFC 1766定义的locale的标识符。一般应是culture中立的。culture只用于satellite程序集。
3. 版本号。点分隔的数字，由4部分组成：major, minor, build, revision
4. 公钥token。公钥的64比特哈希值，用于签名[1]该程序集。一个签名的程序集称为“强名字”（strong name）。者能预防程序集重名。由于FAT32与NTFS只识别PE文件名，因此CLI引入了全局程序集缓存（GAC）处理运行时单个文件夹被映射为不同的嵌套的文件夹系统。

## 程序集版本
CLI程序集可以用版本信息，以避免由于共享的程序集版本差别引起的应用程序冲突。However, this does not eliminate all possible versioning conflicts between assemblies.

## 引用程序集
通过C#编译器的/reference标记，可以引用一个可执行代码库。

## 程序集延迟签名
一个共享程序集是强名字的，但在开发时不产生私钥，仅当部署时才产生私钥。 

## 程序集的语言
程序集编译为CIL代码，这是一种中间语言。框架内部把CIL字节码转换为本地的汇编代码。对于打印"Hello World"的程序，其等效的CIL代码是：
```
 
.
method
 
private
 
hidebysig
 
static
 
void
  
Main
(
string
[]
 
args
)
 
cil
 
managed
 
{

  
.
entrypoint

  
.
custom
 
instance
 
void
 
[
mscorlib
]
System
.
STAThreadAttribute
::.
ctor
()
 
=
 
(
 
01
 
00
 
00
 
00
 
)

  
// Code size       11 (0xb)

  
.
maxstack
  
1

  
IL_0000
:
  
ldstr
      
"Hello World"

  
IL_0005
:
  
call
       
void
 
[
mscorlib
]
System
.
Console
::
WriteLine
(
string
)

  
IL_000a
:
  
ret
 
}
 
// end of method Class1::Main

```

CIL代码装入String到运行栈，然后调用WriteLine函数再返回。